# Schachbundesliga 2018/19 (Schweiz)
Die Schachbundesliga 2018/19 war die höchste Spielklasse der Schweizerischen Gruppenmeisterschaft (SGM) im Schach. Meister wurde der Titelverteidiger SC Gonzen. Aus der 2. Bundesliga war im Vorjahr der SC Bodan aufgestiegen. Dieser erreichte den Klassenerhalt, während der SC Kirchberg absteigen musste, ferner hatte Echiquier Bruntrutain Porrentruy seine Mannschaft vor der Saison zurückgezogen. Zu den gemeldeten Mannschaftskadern der teilnehmenden Vereine siehe Mannschaftskader der schweizerischen 1. Bundesliga im Schach 2018/19.

## Termine und Austragungsorte
Die Wettkämpfe fanden statt am 10. und 24. November, 8. Dezember 2018, 12. Januar, 2. und 23. Februar sowie 16. März 2019. Die letzte Runde wurde zentral in Wangs ausgerichtet, die übrigen fanden dezentral bei den beteiligten Vereinen statt.

## Tabelle
| Pl. | Verein                           | Sp | G | U | V | MP   | Brett-P.  |
| --- | -------------------------------- | -- | - | - | - | ---- | --------- |
| 01. | SC Gonzen (M)                    | 6  | 6 | 0 | 0 | 12:0 | 38,0:10,0 |
| 02. | Cercle d’échecs de Nyon          | 6  | 4 | 1 | 1 | 9:3  | 29,5:18,5 |
| 03. | SG Winterthur                    | 6  | 3 | 1 | 2 | 7:5  | 22,0:26,0 |
| 04. | SG Riehen                        | 6  | 2 | 1 | 3 | 5:7  | 22,5:25,5 |
| 05. | SV Wollishofen                   | 6  | 1 | 2 | 3 | 4:8  | 20,5:27,5 |
| 06. | SC Bodan (N)                     | 6  | 2 | 0 | 4 | 4:8  | 19,0:29,0 |
| 07. | SC Kirchberg                     | 6  | 0 | 1 | 5 | 1:11 | 16,5:31,5 |
| 08. | Echiquier Bruntrutain Porrentruy | 0  | 0 | 0 | 0 | 0:0  | 0,0:0,0   |

## Entscheidungen
|     | Schweizer Bundesmeister: SC Gonzen                                                                        |
|     | Absteiger in die 2. Bundesliga: SC Kirchberg, Echiquier Bruntrutain Porrentruy (Rückzug vor Saisonbeginn) |
| (M) | Meister der letzten Saison                                                                                |
| (N) | Aufsteiger der letzten Saison                                                                             |

## Kreuztabelle
| Ergebnisse | Ergebnisse                       | 01. | 02. | 03. | 04. | 05. | 06. | 07. | 08. |
| ---------- | -------------------------------- | --- | --- | --- | --- | --- | --- | --- | --- |
| 01.        | SC Gonzen                        |     | 6½  | 6½  | 6   | 5   | 6½  | 7½  |     |
| 02.        | Cercle d’échecs de Nyon          | 1½  |     | 5½  | 4   | 6   | 7½  | 5   |     |
| 03.        | SG Winterthur                    | 1½  | 2½  |     | 4½  | 4   | 4½  | 5   |     |
| 04.        | SG Riehen                        | 2   | 4   | 3½  |     | 5   | 3½  | 4½  |     |
| 05.        | SV Wollishofen                   | 3   | 2   | 4   | 3   |     | 4½  | 4   |     |
| 06.        | SC Bodan                         | 1½  | ½   | 3½  | 4½  | 3½  |     | 5½  |     |
| 07.        | SC Kirchberg                     | ½   | 3   | 3   | 3½  | 4   | 2½  |     |     |
| 08.        | Echiquier Bruntrutain Porrentruy |     |     |     |     |     |     |     |     |

## Die Meistermannschaft
| 1.            | SC Gonzen |
| Schachfiguren | Rustam Kasimjanov, Sebastian Bogner, Csaba Balogh, Imre Héra, Serhij Owsejewytsch, Thomas Henrichs, Bence Korpa, Valery Atlas, Georg Fröwis, Roland Lötscher, Luca Kessler, Fabian Bänziger, Ufuk Tuncer, Markus Räber, Guido Neuberger, Ali Habibi, Dmitry Atlas. |